# In Case You Didn't Feel Like Showing Up
In Case You Didn't Feel Like Showing Up es un álbum en vivo de la banda de metal industrial estadounidense Ministry, publicado el 4 de septiembre de 1990 por Sire y Warner Bros Records.

## Lista de canciones
| N.º | Título           | Duración |  |
| 1.  | «The Missing»    | 3:35     |  |
| 2.  | «Deity»          | 3:38     |  |
| 3.  | «So What»        | 11:29    |  |
| 4.  | «Burning Inside» | 6:23     |  |
| 5.  | «Thieves»        | 5:09     |  |
| 6.  | «Stigmata»       | 9:31     |  |

## Créditos
- Alain Jourgensen – voz, guitarra (1, 2, 4, 5), teclados (3), producción
- Paul Barker – bajo, teclados ("The Land of Rape and Honey"), producción
- Bill Rieflin – batería
- Chris Connelly – teclados, voz (3)
- Mike Scaccia – guitarra
- Martin Atkins – batería
- Terry Roberts – guitarra
- Nivek Ogre – teclados (3), guitarra, voz (5 y "The Land of Rape and Honey")
- William Tucker – guitarra
- Joe Kelly – coros (5)